# Ganddal Station
Ganddal Station (Ganddal stasjon) er en jernbanestation på Jærbanen, en del af Sørlandsbanen, der ligger i Sandnes kommune i Norge. Stationen består af to spor med to perroner, en stationsbygning i træ og en mindre parkeringsplads. Den ligger i nærheden af udflugtsområdet omkring Stokkalandsvatnet.
Stationen åbnede som holdeplads sammen med Jærbanen 1. marts 1878. Oprindeligt hed den Høiland, men den skiftede navn til Ganddalen 1. juli 1917 og til Ganddal i april 1921. Omkring 1914 blev en opgraderet til station. 7. juli 1964 blev den fjernstyret, og 1. maj 1965 blev den gjort ubemandet.
1. juli 1924 åbnedes Ålgårdbanen mellem Ganddal og Ålgård. Persontrafikken på banen blev indstillet 1. november 1955 og det meste af godstrafikken i 1988. De første tre kilometer fra Ganddal til Foss-Eikeland forblev dog i brug som forbindelse til en cementfabrik frem til 2001.